# Estadio municipal de Miramar
El campo municipal de Miramar es un estadio de fútbol situado en la localidad asturiana de Luanco (España). En él disputa sus partidos como local el Club Marino de Luanco.
Es de carácter municipal y el terreno de juego es de césped natural. Se le calcula una capacidad aproximada para albergar a unos 3500 espectadores. 

## Historia
Se inauguró en 1953 y es propiedad del Ayuntamiento de Gozón. Desde noviembre de 2001, cuenta con luz artificial proporcionada por 4 torres con 18 focos de 2000 vatios de potencia cada una, dando un total de unos 600 luxes, suficiente como para que se pueda retransmitir en directo por televisión un partido.
Su dirección es plaza Miramar, s/n, 33440, Luanco.